# Xing Yi Quan
Xing Yi Quan je jedan od stilova kineskih borilačkih vještina. Predstavlja jedan od tzv. "unutarnjih stilova" (kineski: nei jia), u koji još ulaze Tai Chi Chuan (Taijiquan) i Baguazhang. Budući da je podjela na "vanjske" i "unutarnje" stilove fluidna, ovo sigurno nisu jedini unutarnji stilovi. U "nei jia" stilove može se svrstati npr. Yi Quan, a i više drugih.
Postoji više varijanata Xingyi-a, npr. Shanxi, Hebei, Henan, Dai stil i dr. 
Osnova Xingyi-a je tzv. San Ti Shi stav, po mišljenju mnogih najnapredniji stav u borilačkim vještinama. 
Sustav, što se tiče "formi" koje se vježbaju, u pravilu se sastoji od formi tzv. "pet elemenata" (Wu Xing) i od formi "dvanaest životinja" (u nekim varijantama 10).  
Pet elemenata predstavljaju forme: 
- Pi Quan (element metal)- siječenje - čiji je princip odozgo prema dolje;
- Beng Quan (element drvo) - razbijanje - čiji je princip ravno naprijed;
- Zhuang Quan (element voda - bušenje ili svrdlanje - čiji je princip odozdo prema gore;
- Pao Quan (element vatra -  - ;
- Heng Quan (element zemlja) čiji je princip udaranje poprijeko - ukoso.

"Elementi" predstavljaju osnov, a na njih se životinjske forme nadovezuju. 
Postoje još forme kojima se povezuje pet elemenata, pa tzv. "borbene forme", zapravo vježbe koje se rade u paru (WuXingPao; AnShenPao; LienHuan; WuHuaPao i dr.), forme s mačem (Jian), sabljom (Dao), štapom...